# 数：科学的语言
《数：科学的语言》是一本由俄裔美籍犹太数学家和科普作家托比阿斯·丹齐格创作的数学史相关的大眾數學书，1930年第一版，1947年第二版。